# Mateo Maté
Mateo Maté (Madrid, 1964) és un artista madrileny que crea instal·lacions que parteixen del que és més proper, de l'anàlisi del fet quotidià i els elements domèstics, per plantejar qüestions com ara la construcció identitària, la militarització progressiva de l'àmbit privat, l'experiència del desarrelament, l'emergència de la videovigilància en la contemporaneïtat o l'assimilació dels dispositius de poder. La seva obra s'ha mostrat en nombrosos espais expositius i és present en col·leccions de centres d'art com el MUSAC, la Fundación Altadis, ARTIUM, el MNCARS, el CAB o la Heather and Tony Podesta Collection, a Washington DC.